# Seven Sky
 (транскр.  Севен скај) је дискографска кућа из Београда. Налази се у власништву предузећа Sky Music.

## Извођачи
- Ема Радујко
- Теодора Џехверовић